# Newkirk Plaza
Newkirk Plaza, in passato South Midwood e poi Newkirk Avenue, è una stazione della metropolitana di New York, situata sulla linea BMT Brighton. Nel 2014 è stata utilizzata da 3 302 958 passeggeri.
È servita dalle linee B Sixth Avenue Express, attiva solo nei gironi feriali fino alle 23:00, e Q Broadway Express, sempre attiva.